# 藤沢東畡
藤沢 東畡（ふじさわ とうがい、寛政6年12月13日（1795年2月2日） - 元治元年12月16日（1865年1月13日））は、儒学者。

## 経歴
讃岐生まれ。名は甫（はじめ）、字は元発、通称は昇蔵、別号は泊園。中山城山に儒学を学び、25歳で長崎に遊学、文政7年（1824年）大坂に出て私塾 泊園書院を設立、『原聖志』『思問録』などを出して名声があがり、在坂のまま高松藩に召し抱えられる。
伯園書院は長男の藤沢南岳(なんがく)、孫の藤沢黃鵠(こうこく)、黃坡(こうは)と受け継がれ、幕末から明治・大正・昭和と政界、官界、実業界、教育界、ジャーナリズム、学術、文芸など各方面に著名な人物を輩出。また、その膨大な蔵書「泊園文庫」が戦後関西大学に引き継がれ人文学とアジア学の礎となった。
東畡は長崎留学をして海外事情にも明るく、嘉永6年には吉田松陰も訪れている。門人は総勢3千人を超える大坂最大級の私塾（のちの関西大学）となった。門人には岸田吟香などがいた。元治元年春に将軍家茂に謁見し12月に亡くなっている。
長男が藤沢南岳で、明治17年（1884年）に南岳編の『東畡先生文集』が出た。
こちらに 藤沢 東畡と伯園書院の年表がある。